# Gomphrena filaginoides
Gomphrena filaginoides là loài thực vật có hoa thuộc họ Dền. Loài này được M.Martens & Galeotti mô tả khoa học đầu tiên năm 1843.